# Charles-Thomas de Löwenstein-Wertheim-Rosenberg
Pour les articles homonymes, voir Löwenstein (homonymie).
 (mai 2019).
Si vous disposez d'ouvrages ou d'articles de référence ou si vous connaissez des sites web de qualité traitant du thème abordé ici, merci de compléter l'article en donnant les références utiles à sa vérifiabilité et en les liant à la section « Notes et références ».
Le prince Charles Thomas Albert Louis Joseph Constantin de Löwenstein-Wertheim-Rosenberg (18 juillet 1783 à Bartenstein (aujourd'hui partie de Schrozberg) – 3 novembre 1849 à Heidelberg) est un officier autrichien pendant les guerres napoléoniennes.

## Arrière-plan
La famille noble zu Löwenstein remonte à l'époque de l'électeur Palatin Frédéric le Victorieux (1425-1476). Ses enfants de son mariage morganatique avec Clara Tott ne sont pas en mesure d'hériter des propriétés Wittelsbach de sorte qu'ils forment une famille noble distincte. Après la mort du comte Louis III en 1611, la famille est divisée en deux lignes principales, la ligne protestante Löwenstein-Wertheim-Virnebourg (plus tard Freudenberg) et les catholiques Löwenstein-Wertheim-Rochefort.

## Biographie
Le prince Charles Thomas est le fils premier-né du mariage du prince Dominique-Constantin de Löwenstein-Wertheim-Rochefort (1762-1814) avec Marie-Léopoldine, princesse de Hohenlohe-Bartenstein (1761-1807). Le prince Charles a six frères et trois demi-frères de son père, du second mariage. Lui et son jeune frère Constantin sont élevés durant les dernières années du Saint-Empire romain germanique. Ils sont très conscients des privilèges de la classe des princes impériaux. Il est éduqué à la cour de Wurtzbourg et, plus tard, à la cour du Clément Wenceslas de Saxe, le Prince-Électeur de Trèves. En 1802, il participe à une mission diplomatique de Löwenstein-Wertheim-Rosenberg à Paris.
Le territoire de son père est médiatisé lors des événements à la suite de la Révolution française. Les territoires Löwenstein sont répartis entre le nouveau grand-duché de Bade, le grand-duché de Hesse, le royaume de Bavière et le royaume de Wurtemberg. Charles Thomas rejoint l'armée autrichienne, et participe à plusieurs batailles des guerres napoléoniennes. Plus récemment, il sert en tant que major du régiment galicien "Prince de Schwarzenberg" N ° 2. En 1812 et 1813, la famille perd son territoire, sur la rive gauche du Rhin, y compris Rochefort. Cela conduit à un changement de nom: la Maison de Löwenstein-Wertheim-Rochefort devient de Löwenstein-Wertheim-Rosenberg.
En 1814, à la mort de son père, le prince Charles-Thomas démissionne de l'armée et administre les biens de la famille. En tant que membre de la haute noblesse, il occupe une place dans la Première Chambre, dans le pays de Bade, la Bavière, la Hesse et de Wurtemberg. Cependant, il a peu d'intérêt pour les questions politiques de ces quatre états. Depuis le début des années 1830, son fils Constantin fait de même. Après la mort de Constantin en 1838, les hauts fonctionnaires reprennent la gestion une fois de plus. Tout au long de sa vie, Charles Thomas a un lien fort avec l'empire d'Autriche et la maison de Habsbourg-Lorraine. Il épouse une princesse autrichienne et prend une résidence permanente à Vienne dans les années 1840. Avec le temps, il consacre de plus en plus de temps à sa foi catholique et développe une dévotion, qui sert de modèle pour son petit-fils et successeur de Charles-Henri.

## Mariage et descendance
Thomas Charles se marie le 29 septembre 1799 à Ellwangen à la comtesse Sophie de Windisch-Grätz (1784-1848), fille de Joseph-Nicolas de Windisch-Graetz. Ils ont les enfants suivants:
- Constantin (1802-1838), marié à Agnès de Hohenlohe-Langenbourg (1804-1835);
- Marie Léopoldine, (1804-1869), mariée à son oncle, le prince Constantin de Löwenstein-Wertheim-Rosenberg (de) (1786-1844);
- Marie Louise Adélaïde Eulalie (1806-1884), épouse le prince Camille de Rohan (1800-1892);
- Sophie Marie Thérèse (1809-1838), mariée au prince Henri XX de Reuss-Greiz;
- Maria Kreszentia Octavie (1813-1878), épouse le prince Victor d'Isembourg-Büdingen (de) dans Birnstein;
- Aegidia Eulalie (1820-1895)